# Raoul Évrard
Raoul Évrard, né le 3 juin 1879 à Denain (Nord) et mort le 29 février 1944 à Paris (Seine), est un homme politique français.

## Biographie
Fils du secrétaire général du syndicat des mineurs du Pas-de-Calais, Florent Evrard et de Sophie Duhen, grand-tante maternelle de l'écrivain et poète Éric Dubois, il entre à la mine dès douze ans puis travaille comme ouvrier agricole, et enfin garçon-boucher. Militant socialiste en 1895, il crée les jeunesses socialistes de Lens en 1901 et devient le secrétaire du député socialiste Raoul Briquet. Permanent de la SFIO à partir de 1913, il est engagé volontaire en 1914 et, blessé à plusieurs reprises, démobilisé en 1916.
Très engagé dans le soutien aux déplacés du département et clef de voûte du maintien d'une fédération socialiste dans la partie non-occupée du département jusqu'à la fin de la guerre, il devient secrétaire général de la fédération socialiste du Pas-de-Calais en 1919.
Il est député du Pas-de-Calais cette même année, et sera réélu en 1924, 1928 et 1932. Au niveau municipal, il est élu conseiller municipal de Lens en 1925, puis, à partir de 1929, de Hénin-Liétard. Assez clairement anti-communiste et proche de Renaudel, il reste cependant à la SFIO lors de la scission néo-socialiste de 1933.
En 1936, devancé au premier tour par le communiste Cyprien Quinet, il applique la discipline du Front populaire et se désiste en sa faveur. Il devient ensuite chef de cabinet de Marx Dormoy de 1936 à 1938. Résistant, il meurt à Paris d'une crise cardiaque alors qu'il est activement recherché par les Allemands.

## Vie privée
Il est le frère de Just Évrard.
Le 25 mai 1901 à Lens, il épouse Mathilde Psauté.

## Sources
- « Raoul Évrard », dans le Dictionnaire des parlementaires français (1889-1940), sous la direction de Jean Jolly, PUF, 1960 [détail de l’édition]
- Dictionnaire biographique du mouvement ouvrier français, notice de Justinien Raymond